# 盧水胡
盧水胡，中國歷史上的少數民族，居住在今天甘肅河西走廊一帶，也被稱為河西胡。原隸屬於匈奴，隨著南匈奴親附漢朝，居住在張掖一帶的居民，因為當地有盧水流過，被漢族稱為盧水胡。中國史書經常將他們歸類為雜胡之一，現已漢化消失。

## 地理分布
盧水源出祁連山，流經張掖，注入額濟納河。根據《讀史方輿紀要》，在張掖鎮東南，有沮渠川，因為沮渠蒙遜在此居住而得名，即盧水。

## 歷史
河西酒泉郡一帶原是月氏的居處，在月氏被匈奴擊破後，一部份的族人遷至蔥嶺以西，稱大月氏。留在原地的族人，居住在西平、張掖一帶，與羌人雜居，稱小月氏。盧水胡可能是小月氏的後裔，但是因為居地在此地的胡人都被通稱為盧水胡，因此盧水胡並不只是單指小月氏這支，也包括其他氐、羌等族人。
在被匈奴擊敗後，此地由匈奴右賢王管理，曾成為匈奴休屠王與渾邪王的領地。漢朝擊敗匈奴後，將此地置郡，稱酒泉郡。休屠王與渾邪王後來親附中國，其部眾仍居於北方八郡，其中包括河西之地，為南匈奴的前身。
盧水胡由匈奴沮渠王控制，也受護羌校尉、涼州刺吏等人控制。東漢初年，竇固曾徵召盧水胡攻打北匈奴。東漢年間，盧水胡也曾數次反叛。
五胡十六國時期，盧水胡領袖沮渠蒙遜起兵，建立北凉。
445年，蓋吳在杏城起義，反抗北魏。《魏書》稱其為盧水胡，《南齊書》稱其為羯胡。但不確定蓋吳與石勒部落間的關連。

## 現代考證
陳寅恪認為，盧水胡因地得名，非特定種族。
周一良認為盧水胡為月氏支派。唐長孺認為周一良的說法有可能，但可視盧水胡為匈奴別部